# Illa de Borden
Illa de Borden (Borden Island) és una de les illes del grup de les illes de la Reina Elisabet, a l'Arxipèlag Àrtic Canadenc, al nord del Canadà. Administrativament, l'illa està dividida en dos: la part occidental, quasi la totalitat de l'illa, pertany als Territoris del Nord-oest, i una de molt petita, la part més oriental, al territori autònom de Nunavut, sent la separació el meridià 110 W.

## Geografia

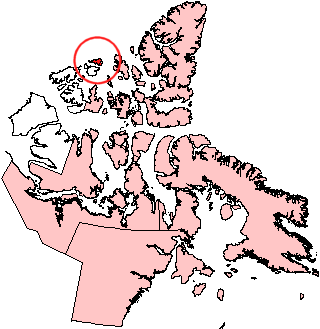
Illa de Borden

L'illa es troba a l'extrem occidental del grup de les illes de la Reina Elisabet, en un grup de tres illes obertes a l'oceà Àrtic. Es troba al nord de l'illa de Mackenzie King, de la qual la separa l'estret de Wilkins, de tan sols 18 km d'amplada, i a l'oest de l'illa Brock, a uns 36 km.
El mar del Príncep Gustave Adolf la separa de l'illa d'Ellef Ringnes.
La seva superfície és de 2.795 km², cosa que la converteix en l'11a de l'arxipèlag, la 30a del Canadà i la 171a del món. És una illa força plana, amb desnivells que ràrament superen els 100 metres.

## Història
El primer a arribar a l'illa, el 1916, fou l'explorador Vilhjalmur Stefansson, però no fou fins al 1947 quan, gràcies a un reconeixement aeri, es va veure existia l'estret de Wilkins que separava l'illa de Borden de l'illa de Mackenzie King. L'illa es va batejar en honor de Robert Borden, primer minestre del Canadà entre 1911 i 1920.